# 8501 Wachholz
A 8501 Wachholz (ideiglenes jelöléssel 1990 TK8) a Naprendszer kisbolygóövében található aszteroida. Lutz D. Schmadel és Freimut Börngen fedezte fel 1990. október 13-án.